# Mleczko kokosowe

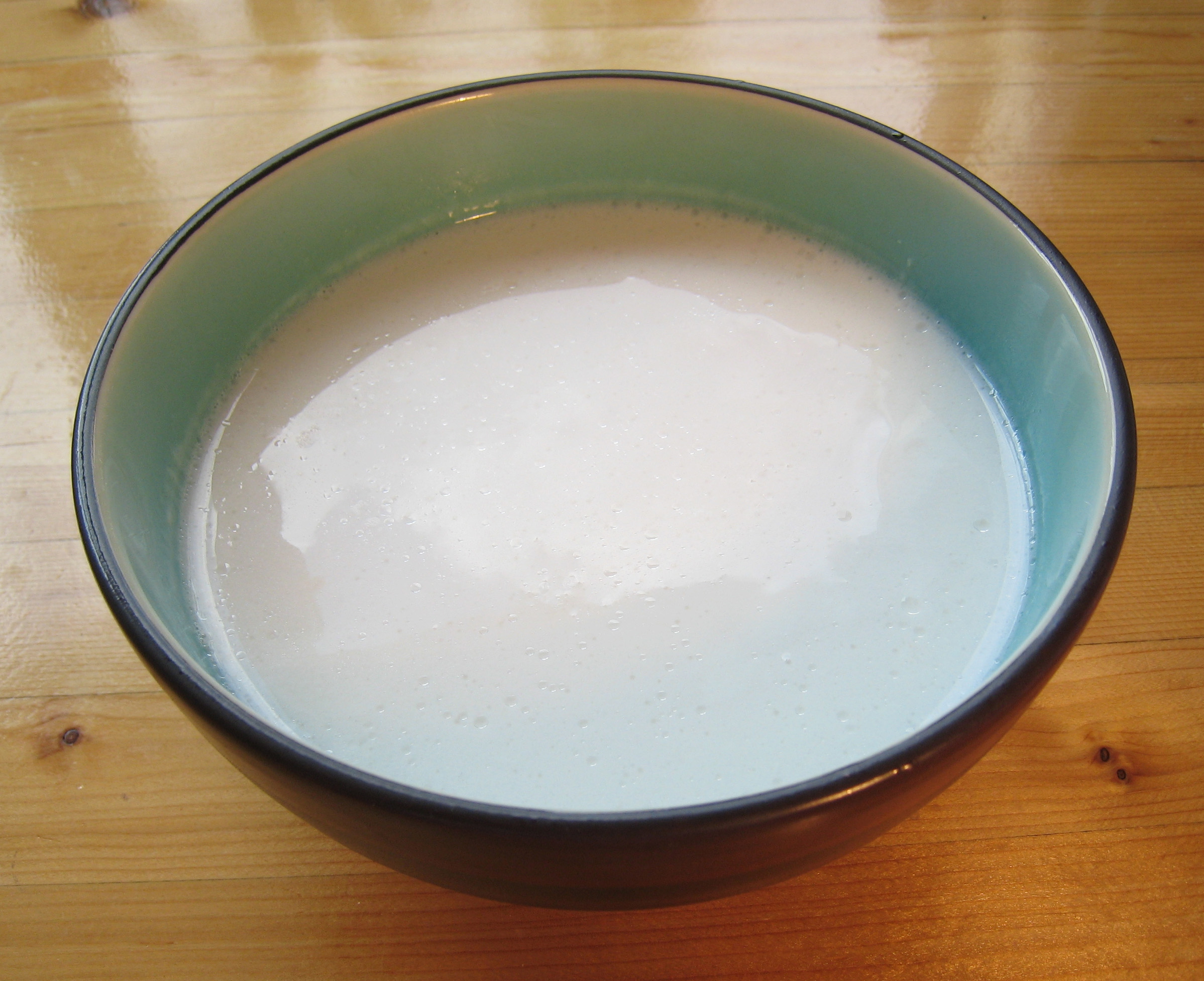
Mleczko kokosowe

Mleczko kokosowe, niekiedy określane również jako mleko kokosowe (taj. กะทิ gati, malajski santan) – popularny składnik spożywczy, stosowany w kuchni krajów Azji Południowo-Wschodniej, zaś w innych krajach dostępny w postaci puszkowanej. Otrzymuje się je poprzez zalanie gorącą wodą miąższu lub rozdrobnionej kopry i odciśnięcie przez gazę. Otrzymuje się w ten sposób aromatyczny, biały, przypominający mleko płyn, zawierający od 15% do 25% tłuszczu, w zależności od ilości użytej wody.
Często mylone z wodą kokosową. Termin „mleko kokosowe” w znaczeniu czysto botanicznym jest to bielmo jądrowe, wypełniające pustą przestrzeń w pestkowcu palmy kokosowej (zwanym popularnie orzechem kokosowym). Ilość mleka kokosowego zmniejsza się w miarę dojrzewania owocu i wykształcania się nasienia: w początkowym stadium rozwoju bielmo to występuje w postaci przezroczystej wody kokosowej. W późniejszym etapie  w części obwodowej bryłki protoplazmy otaczają się pojedynczą ścianą i osiadają, tworząc po podziałach zestaloną część bielma przybierającą postać bogatego w tłuszcze delikatnego białego miąższu, z którego po wysuszeniu otrzymuje się koprę.

## Regulacje
Zgodnie z Europejską Wspólną polityką rolną pojęcie „mleko” oznacza wyłącznie zwykłą wydzielinę z wymion ssaków – bez żadnych dodatków, ani nie poddaną ekstrakcji – otrzymywaną z co najmniej jednego doju zwierzęta gospodarskiego. Tak samo ma się sytuacja w wypadku przetworów mlecznych: śmietany, śmietanki, bitej śmietany, masła, sera, jogurtu czy kefiru. Jedynym wyjątkiem przewidzianym w Polsce przez unijne przepisy jest ser jabłkowy.
Wyrok Trybunału Sprawiedliwości Unii Europejskiej z 2017 r. potwierdził, że termin „mleko” co do zasady zarezerwowany jest wyłącznie dla mleka pochodzenia zwierzęcego.